# Голіок (Колорадо)
Голіок (англ. Holyoke) — місто (англ. city) в США, в окрузі Філліпс штату Колорадо. Населення — 2346 осіб (2020).

## Географія
Голіок розташований за координатами 40°34′56″ пн. ш. 102°17′54″ зх. д. / 40.58222° пн. ш. 102.29833° зх. д. (40.582094, -102.298414).  За даними Бюро перепису населення США в 2010 році місто мало площу 6,15 км², з яких 6,13 км² — суходіл та 0,02 км² — водойми.

### Клімат
| Клімат : Голіок       | Клімат : Голіок | Клімат : Голіок | Клімат : Голіок | Клімат : Голіок | Клімат : Голіок | Клімат : Голіок | Клімат : Голіок | Клімат : Голіок | Клімат : Голіок | Клімат : Голіок | Клімат : Голіок | Клімат : Голіок | Клімат : Голіок |
| Показник              | Січ.            | Лют.            | Бер.            | Квіт.           | Трав.           | Черв.           | Лип.            | Серп.           | Вер.            | Жовт.           | Лист.           | Груд.           | Рік             |
| Середній максимум, °C | 6,7             | 10,6            | 13,3            | 15,0            | 20,6            | 25,0            | 33,3            | 35,6            | 28,3            | 21,1            | 8,3             | 3,9             | 17,7            |
| Середній мінімум, °C  | −5,6            | −1,1            | 0,6             | 5,0             | 11,1            | 12,8            | 15,6            | 18,9            | 12,8            | 6,7             | −0,6            | −7,2            | 2,3             |
| Норма опадів, мм      | 11              | 12              | 27              | 47              | 76              | 75              | 73              | 59              | 34              | 30              | 16              | 11              | 471             |
| --------------------- | --------------- | --------------- | --------------- | --------------- | --------------- | --------------- | --------------- | --------------- | --------------- | --------------- | --------------- | --------------- | --------------- |
| Джерело: NOAA         |                 |                 |                 |                 |                 |                 |                 |                 |                 |                 |                 |                 |                 |

## Демографія
Згідно з переписом 2010 року, у місті мешкало 2313 осіб у 941 домогосподарстві у складі 585 родин. Густота населення становила 376 осіб/км².  Було 1031 помешкання (168/км²).
Расовий склад населення:
| - 83,8 % — білих - 0,9 % — азіатів - 0,6 % — чорних або афроамериканців - 0,3 % — корінних американців - 13,1 % — осіб інших рас |

До двох чи більше рас належало 1,2 %. Частка іспаномовних становила 29,3 % від усіх жителів.
За віковим діапазоном населення розподілялося таким чином: 25,9 % — особи молодші 18 років, 53,9 % — особи у віці 18—64 років, 20,2 % — особи у віці 65 років та старші. Медіана віку мешканця становила 40,8 року. На 100 осіб жіночої статі у місті припадало 95,4 чоловіків;  на 100 жінок у віці від 18 років та старших — 93,3 чоловіків також старших 18 років.
Середній дохід на одне домашнє господарство  становив 64 784 долари США (медіана — 43 419), а середній дохід на одну сім'ю — 71 820 доларів (медіана — 61 563). Медіана доходів становила 43 325 доларів для чоловіків та 31 875 доларів для жінок. За межею бідності перебувало 18,1 % осіб, у тому числі 29,6 % дітей у віці до 18 років та 10,3 % осіб у віці 65 років та старших.
Цивільне працевлаштоване населення становило 1012 особи. Основні галузі зайнятості: сільське господарство, лісництво, риболовля — 16,5 %, роздрібна торгівля — 13,9 %, освіта, охорона здоров'я та соціальна допомога — 12,5 %.